# Pelorus (fleuve)

Le fleuve Pelorus  (en anglais : Pelorus River) est un cours d’eau dans la région de Marlborough de l’extrémité nord de l’Île du Sud de Nouvelle-Zélande.

## Géographie
Elle s’écoule de la chaîne de “ Richmond Range » jusque dans la baie de Pelorus. Cette zone est renommée pour ses rivières, en particulier pour nager là où la rivière Pelorus court à travers une gorge au niveau du  pont de Pelorus (en).
A niveau de ce pont de  Pelorus , les vues de la rivière furent utilisées  pour y tourner la scène des cavaliers dans le Le Hobbit : La Désolation de Smaug
, ce qui augmenta fortement la réputation de la rivière pour la pratique du rafting.